# Géraldine Schwarz
Géraldine Schwarz  (née le 1er octobre 1974 à Strasbourg) est une journaliste, auteure et réalisatrice de documentaire franco-allemande. Elle œuvre et plaide pour un travail de mémoire transnational européen qui soit au service du présent.

## Biographie
Née d'une mère française et d'un père allemand, Schwarz se définit comme une « fille de la réconciliation franco-allemande » et une « européenne convaincue ». Elle a grandi en région parisienne. Après son baccalauréat obtenu en 1992 en section allemande au Lycée international de Saint-Germain-en-Laye, de 1993 à 1997 elle étudie l'histoire à Mannheim, à Londres et à l'Université Paris-Sorbonne puis elle entre au Centre de formation des journalistes de Paris (CFJ).

## Œuvre
En 2017, Schwarz publie Les Amnésiques chez Flammarion, un essai autobiographique et historique récompensé notamment par le Prix du livre européen et traduit en plus de dix langues,,,.Découvrant qu'en 1938 son grand-père allemand a aryanisé à Mannheim une entreprise appartenant à des juifs, les Löbmann et les Wertheimer, l'auteure retrace, au fil de trois générations de sa famille, le long et douloureux travail de mémoire réalisé en Allemagne,. Elle compare ce travail avec celui effectué en Italie, en Autriche, en Europe de l’Est et surtout en France, où son grand-père maternel était gendarme au service du régime de Vichy. Après la publication des Amnésiques, une plaque commémorative a été érigée dans l'ancien camp de concentration du Camp des Milles à Aix-en-Provence en hommage aux familles Löbmann et Wertheimer qui y ont été internées entre 1940 et 1942 avant d'être déportées et assassinées à Auschwitz. Leurs fils Fritz Löbmann et Otto Wertheimer faisaient partie des enfants d'Izieu raflés en avril 1944 puis déportés sur ordre du chef de la Gestapo Klaus Barbie.
En octobre 2024, Schwarz publie un nouvel ouvrage chez Flammarion intitulé D'où nous venons. Ce qui nous unit, ce qui nous divise. A l'heure de violentes ruptures mémorielles et de dissensions profondes sur ce qui fonde nos sociétés européennes, elle invite à explorer la passé multimillénaire de l'Europe, à explorer nos racines communes et nos différences autour de trois grandes thèmes: le christianisme, le capitalisme et la liberté.

## Prises de position
Selon Schwarz, le travail de mémoire en Allemagne est indissociable de la construction de la démocratie allemande. Pour elle, la clé de ce succès réside dans le fait que la société allemande a engagé une réflexion profonde sur les mécanismes psycho-sociologiques qui poussent un individu ou un groupe à basculer dans la complicité d'un régime ou d'une idéologie criminels, par opportunisme, conformisme, indifférence, peur et lâcheté. Ce processus d'identification avec les Mitläufer, ceux qui suivent le courant, a une grande valeur éducative, selon Schwarz, car elle permet d’aiguiser la conscience des citoyens quant à leur faillibilité et leurs responsabilités dans une démocraties. En France, écrit Schwarz, une réflexion collective sur l’attitude de la majorité de la population n’a pas vraiment eu lieu. Selon elle, le refus de nombreux pays d'affronter les pages sombres de leur histoire révèle une profonde  incompréhension quant à l’importance de ce processus pour la stabilité et la maturité démocratique d’une société. Néanmoins, argumente-t-elle, au vu de la montée des extrêmes en Europe, la mémoire des guerres, des totalitarismes et des massacres du XXe siècle ne suffit plus à fédérer les Européens. Aussi appelle-t-elle à dépasser la définition de l'Europe comme seule mesure préventive contre la répétition de ces violences et invite à renouer avec les grandes sources qui ont nourri et structuré les Européens depuis des millénaires.

## Prix et distinctions
- 2018 : Prix du livre européen
- 2019 : Prix Winfried allemand de la ville de Fulda pour l'entente entre les peuples et la paix
- 2019 : Prix italien Nord-Sud de littérature
- 2020 : Longlisted pour le prix britannique Baillie Gifford Prize for Non-Fiction
- 2020: Best Books of the year de l'américain Kirkus Reviews
- 2021: Shortlisted pour le prix américain Mark Lynton Prize.